# Margherita Colonna

Stemma della famiglia Colonna

Margherita Colonna (Palestrina, 1255 – Palestrina, 30 dicembre 1280) è stata una religiosa italiana, proclamata beata da papa Pio IX.

## Biografia
Nata dalla nobile famiglia romana dei Colonna, rimase presto orfana e fu affidata alla cura dei fratelli Giovanni e Giacomo. Destinata ad un matrimonio prestigioso, si ritirò invece nel 1273 a Castel San Pietro, vicino a Palestrina, nella chiesa di Santa Maria della Costa. Lì visse per alcuni anni seguendo la regola di Francesco dettata da Urbano IV, assistendo poveri e malati e provocando scandalo all'interno della famiglia. Supportata tuttavia dal fratello Giacomo, cardinale dal 1278, fondò un convento a Palestrina, istruendo le campagne e continuando la sua opera di carità nei confronti dei più bisognosi, per i quali esaurì completamente il proprio patrimonio personale.
Colpita da una malattia, acquistò ben presto la fama di fautrice di miracoli. Cadde più volte in estasi e sopportò per diversi anni una ferita ulcerosa sul fianco, sopportata come una stimmate di Cristo.
Dopo la morte nel 1288 il suo sepolcro divenne ben presto meta di pellegrinaggio. Quando la comunità di Clarisse, con l'autorizzazione di Papa Onorio IV, si trasferì a Roma nel 1285, i suoi resti furono portati nel monastero di San Silvestro in Capite, dove rimasero fino al 1871. Nel 1847 Papa Pio IX la proclamò beata. Oggi le reliquie della beata sono conservate nella chiesa di Castel San Pietro, vicino alla cittadina di Palestrina nella quale la sua istituzione sopravvive nel monastero di Santa Maria degli Angeli.

## Il culto
Nel Calendario dei Santi è ricordata il 30 dicembre.